# Let Go for Tonight
"Let Go for Tonight" é uma canção gravada pela cantora inglesa Foxes para seu álbum de estreia Glorious (2014). Foi composta pela própria intérprete juntamente de Tom Hull enquanto a produção da faixa ficou a cargo de Mike Spencer e Kid Harpoon. O seu lançamento como segundo single de Glorious ocorreu digitalmente em 23 de fevereiro de 2014 no Reino Unido. A canção alcançou uma posição de número sete na tabela musical UK Singles Chart.

## Antecedentes e lançamento
"Let Go for Tonight" já foi lançada em diversas versões. Inicialmente, foi publicada em 2012 numa versão demo no extended play Warrior. Após, a faixa foi remixada e incluída num álbum sampler lançado antes da estreia de Glorious. Entretanto, a versão vista continuava apenas uma demonstração, e, mais tarde, foi oficialmente lançada com o álbum oficial.

## Vídeo musical
Um vídeo musical dirigido por Marc Klasfeld foi lançado na plataforma Vevo em 5 de janeiro de 2014.

## Faixas e formatos
| Download digital |                      |         |  |
| N.º              | Título               | Duração |  |
| 1.               | "Let Go for Tonight" | 3:58    |  |

| Extended play de remixes |                                            |         |  |
| N.º                      | Título                                     | Duração |  |
| 1.                       | "Let Go for Tonight" (Kat Krazy Remix)     | 4:25    |  |
| 2.                       | "Let Go for Tonight" (High Contrast Remix) | 4:54    |  |
| 3.                       | "Let Go for Tonight" (Fred Falke Remix)    | 6:58    |  |

## Desempenho comercial

### Posições nas tabelas musicais
| Tabela musical (2014)                         | Melhor posição |
| --------------------------------------------- | -------------- |
| Austrália (ARIA)                              | 59             |
| Bélgica (Ultratip Bubbling Under de Flandres) | 25             |
| Escócia (Scottish Singles Chart)              | 7              |
| União Europeia (Billboard Euro Digital Songs) | 14             |
| Irlanda (IRMA)                                | 6              |
| Japão (Japan Hot 100)                         | 12             |
| Reino Unido (UK Singles Chart)                | 7              |
| Ucrânia (FDR Music Charts)                    | 8              |